# Землетрясение в Юйшу (2010)
Землетрясение магнитудой 6,9 произошло 13 апреля 2010 года в 23:49:38 (UTC) в уезде Юйшу на юге китайской провинции Цинхай, в 30 км от Гьегу и в 233,4 км к северо-северо-западу от Чамдо. Гипоцентр землетрясения располагался на глубине 17,0 километров. Землетрясение произошло в малонаселённом районе Тибетского нагорья, где землетрясения не являются редкостью.

## Форшоки и афтершоки
Землетрясению предшествовало большое количество форшоков (самый большой — магнитудой 4,9), начавшийся за два часа до главного удара и расположенный недалеко от его эпицентра. Менее чем через два часа после основного сейсмического удара последовал афтершок магнитудой 6,1. Исследование разрыва грунта, подкрепленное интерферометрией позволило обнаружить трещину длиной около 80 километров и выявить три участка разлома, самый северо-западный из которых образовался во время афтершока магнитудой 6,1.
Анализ записей с сейсмометра, расположенного рядом с разломом и телесейсмические отклики от двух удаленных сейсмометров (в Австралии и Германии) показывают, что сейсмический удар распространялся на юго-восток со скоростью, значительно превышающей скорость S-волны, что говорит о том, что это было сверхзвуковое землетрясение.

## Тектонические условия региона

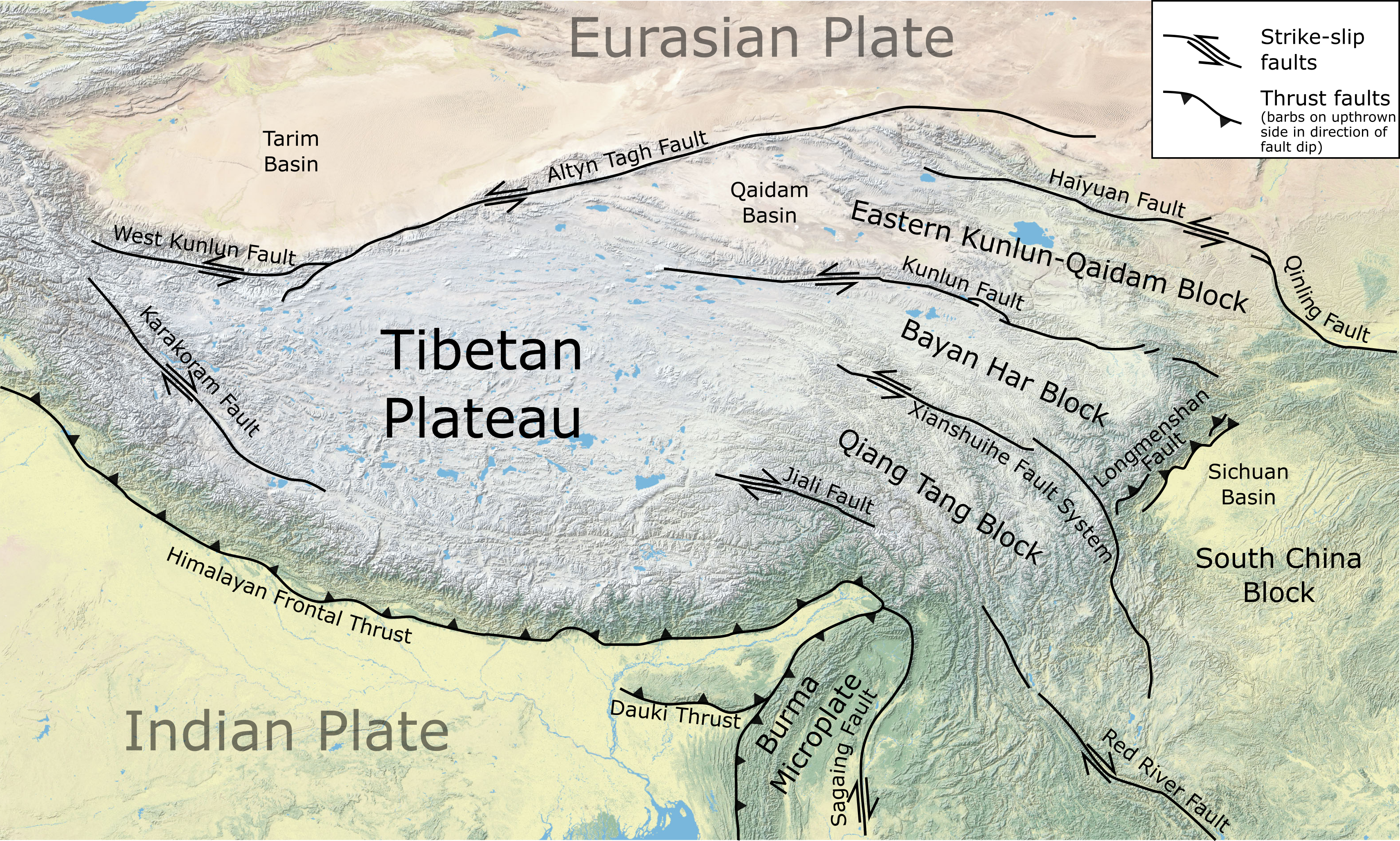
Тектоническая карта Тибетского нагорья с указанием расположения зоны разлома Сяньшуйхэ

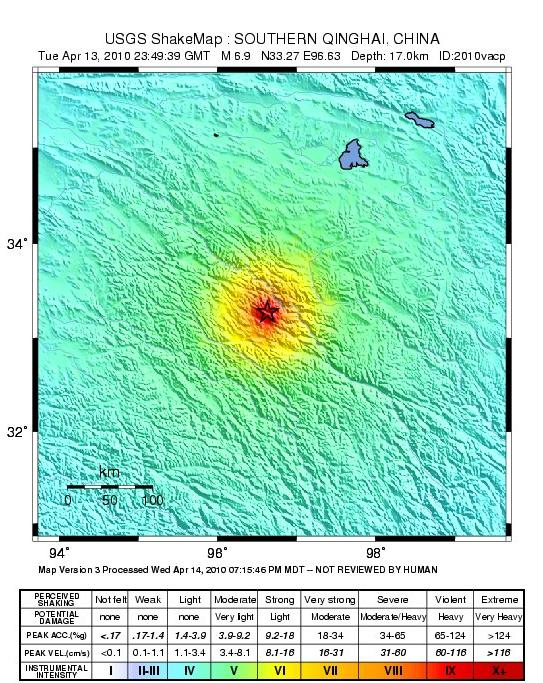
Схематичная карта движения грунта и интенсивности землетрясения по данным Геологической Службы США (USGS)

Цинхай находится в северо-восточной части Тибетского нагорья, которое образовалось в результате продолжающегося столкновения Индостанской плиты с Евразийской плитой. Основной деформацией в этой области является сжатие земной коры, но здесь присутствуют и левые боковые сдвиговые разломы, простирающиеся с запада на восток, такие как системы разломов Куньлунь и Алтынтаг, которые возникли в результате юго-восточного перемещения Тибета.
Землетрясение произошло в разломе Юйшу, примерно в 300 километрах к югу от разлома Куньлунь. Разлом Юйшу является частью зоны разломов Юйшу—Гардзе—Сяньшуйхэ, одной из самых активных зон разломов в восточном Тибете. В истории многие землетрясения силой более 7 баллов происходили в зоне разлома Сяньшуйхэ, например, землетрясение силой 7,25 балла в уезде Джагго 24 марта 1923 года и землетрясение силой 7,6 баллов 6 февраля 1973 года в Луухо. Почти во всех участках зоны разлома Сяньшуйхэ происходили сильные землетрясения, за исключением участков Юйшу и Шимянь. Тем не менее, следы сильного землетрясения, произошедшего около 16 000 или 17 000 лет назад, были обнаружены в Шимяне. Учёные предполагают, что участок Шимянь в зоне разлома Сяньшуйхэ в настоящее время заблокирован и в будущем может привести к сильному землетрясению.
Сейсмичность в районе Гималаев обусловлена преимущественно столкновением континентальных плит Индии и Евразии, которые сходятся с относительной скоростью 40—50 мм/год. Субдуцирующая на север, под Евразию, Индийская плита вызывает многочисленные землетрясения и, следовательно, делает этот район одним из наиболее сейсмически опасных регионов на Земле. Поверхностное выражение границы плиты отмечено предгорьями северного и южного хребта Сулеймана на западе, Индо-Бирманской дуги на востоке и восточного и западного Гималайского фронта на севере Индии.
Вдоль западного края Индийской плиты относительное движение между Индийской и Евразийской плитами происходит в форме сдвигов, взбросов, диагональных сбросов, что приводит к сложному складчатому рельефу Сулеймановых гор, и основной причиной образования разлома Чаман в Афганистане. Под Памиром и горами Гиндукуша на севере Афганистана землетрясения происходят на глубине до 200 км в результате остаточной литосферной субдукции. Севернее расположен Тянь-Шань, который является сейсмически активным внутриконтинентальным горным поясом, определяемым серией взбросов, простирающихся с востока на запад.
В тектонике северной Индии преобладает движение вдоль Главного центрального надвига и связанных с ним разломов на границе Индийской и Евразийской плиты. Это взаимодействие привело к серии крупных и разрушительных землетрясений. Тибетское плоскогорье к северу от границы взаимодействия плит представляет собой обширную область поднятия, связанную с столкновением Индии и Евразии, и прорезана серией сдвиговых разломов, простирающихся с востока на запад. К ним относятся разломы Куньлунь, Хайюань и Алтынтаг, все из которых являются левосторонними структурами, а также правосторонний разлом Каракорум (горная система). На всём плато сдвиговые разломы соответствуют компоненте сжатия, связанной с продолжающимся столкновением Индии и Евразии, в то время как разломы скольжения и сбросы соответствуют расширению с востока на запад.
На востоке складчато-надвиговый пояс Лунмэньшань расположен на восточной окраине Тибетского плато, отделяя сложную тектонику плато от относительно недеформированной Сычуаньской впадины. Дальше на юг левосторонняя система Сяншуйхэ-Сяоцзян, правосторонний разлом Хонгха и правосторонняя система разломов Сагаинг простираются в направлении деформации вдоль восточной границы Индийской плиты. В области Индо-Бирманской дуги происходили глубокие землетрясения, что считается выражением направленной на восток субдукции Индийской плиты, хотя вопрос о том, продолжается ли субдукция, все ещё обсуждается.

## Жертвы и разрушения

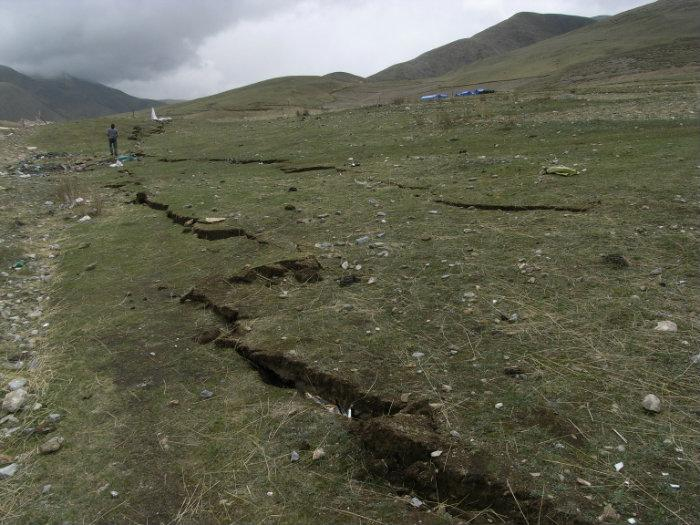
Трещина, образовавшаяся в результате землетрясения

В Цинхае сообщалось о повреждениях зданий, при этом никто не пострадал в уездах Дзадё, Нангчен и Чумарлеб Юйшу-Тибетского автономного округа. Как минимум 11 школ были разрушены в результате землетрясения. Более 85 % зданий в Гьегу, в основном глинобитных, были разрушены, в результате чего сотни людей оказались под завалами, а тысячи остались без крова. Рухнуло профессиональное училище, под завалами оказались многие ученики. В Гьегу возникли перебои с подачей электроэнергии.
Землетрясение ощущалось в населённых пунктах: Лхаса, Синин, Баоцзи, Ланьчжоу, Урумчи, Дачжоу, Цзиньчан, Яань, Чжанъе, а также в уезде Аксу. В провинции Сычуань подземные толчки ощущались в уездах Сершю, Деге и Бэю (Гардзе-Тибетский автономный округ). Повреждение дорожного покрытия было зарегистрировано в уезде Сершю. Подземные толчки ощущались также в Бутане: в Тхимпху, Пунакха; в Индии: Дибругарх, Гейзинг; в Непале: Катманду; в Таиланде: Чиангмай.
Из-за пересеченной местности и того факта, что оползни разрушили местную инфраструктуру, начальные спасательные операции были предприняты силами Народной вооружённой милиции Китая и Народно-освободительной армии военного округа Ланьчжоу. Правительство провинции Цинхай заявило, что пять тысяч палаток, 100 000 толстых хлопчатобумажных пальто и одеял были отправлены, чтобы помочь выжившим справиться с сильными ветрами и низкими температурами около 6 C°.
Аэропорт Юйшу-Батанг был вновь открыт в полдень 14 апреля, а в 8 часов вечера приземлился первый рейс с персоналом и снаряжением Китайской международной группы спасения от землетрясений.
Плотина Чангу, расположенная на реке Батанг (правый приток в верховьях реки Янцзы) примерно в 15 км вверх по течению от уезда Юйшу, была повреждена при землетрясении. В новостях говорилось, что «в любой момент существует опасность обвала».
В результате землетрясения по разным оценкам погибли от 2698 до 2968 человек, от 12 125 до 12 135 человек получили ранения, 270 пропали без вести. В Юйшу было повреждено более 15 000 домов. Экономический ущерб составил от 3472 до 4810 млн долларов США. Монастырь Трангу XII века и окружающие его населённые пункты получили сильные повреждения. Многие монахи и жители окрестных деревень погибли.

## Ликвидация последствий
Генеральный секретарь Коммунистической партии Китая Ху Цзиньтао и премьер Госсовета Вэнь Цзябао призвали приложить все усилия, чтобы помочь пострадавшим от землетрясения. Через несколько часов после известия о землетрясении вице-премьер Хуэй Лянъюй был отправлен в регион для наблюдения за спасательными работами. Около 3700 человек из Цинхайского отделения Народной вооруженной милиции было направлено в регион для оказания помощи в спасательных работах. Специалисты также прибыли из соседних провинций Ганьсу, Шэньси и Нинся, а также из Тибетского автономного района.
Глава Китая Ху Цзиньтао в то время находился в Бразилии и решил прервать государственный визит на саммит БРИКС и вернуться в Китай, чтобы координировать усилия по спасению. Он также отложил свой предстоящий тур в Венесуэлу и Чили. Премьер Вэнь Цзябао прибыл в Юйшу 15 апреля, чтобы возглавить спасательные работы, и отложил поездку в Юго-Восточную Азию. Ху Цзиньтао прибыл в Юйшу через три дня после Вэнь Цзябао, чтобы помочь в оказании помощи и выразить соболезнования родственникам погибших.

### День траура

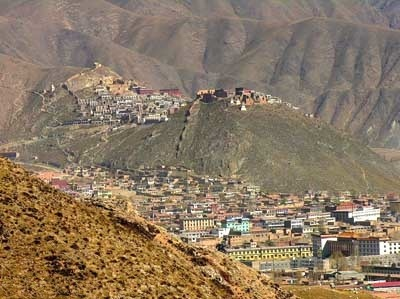
Панорама города Гьегу (2005 г.) и монастыря, который являлся культурным, экономическим и политическим центром Юйшу.

Вечером 20 апреля на Центральном телевидении Китая состоялся благотворительный гала-концерт. Мероприятие, в котором приняли участие многие знаменитости и большое количество зрителей, позволило привлечь около 2,2 млрд юаней (322 млн долларов США), что превысило сумму, полученную в ходе аналогичного мероприятия в связи с землетрясением в Сычуани. 21 апреля был объявлен национальным днем траура, аналогично дню траура по жертвам Сычуаньского землетрясения 2008 года. В Чжуннаньхай Генеральный секретарь Ху Цзиньтао провел минуту молчания вместе со всем Постоянным комитетом Политбюро Коммунистической партии Китая. Газеты были напечатаны в чёрно-белых тонах, а основные веб-сайты также изменили свою домашнюю страницу на чёрно-белую, чтобы выразить скорбь о жертвах землетрясения. Цян Вэй, глава парткома КПК провинции Цинхай, провёл большую церемонию в Синине; минута молчания была проведена по всей провинции, во время минуты молчания звучали полицейские сирены и гудки.
Во время Национального дня траура все общественные развлекательные мероприятия были отменены, а все государственные теле- и радиовещательные каналы, а также некоторые провинциальные сети вместо своих регулярных программ вели непрерывные репортажи о землетрясении. Национальный траур вызвал общественные дебаты о гражданских правах на китайских веб-форумах. Сетка вещания особенно раздражала футбольных фанатов, которые жаловались на то, что освещение матча «Барселона — Интер» Лиги чемпионов УЕФА было заменено освещением землетрясения. Болельщики обвиняли власти в том, что они чрезмерно обеспокоены произведением хорошего впечатления.
Профессор Городского университета Гонконга Чжэн Ютоу выразил мнение, что «День скорби» отражает политические ценности Китая, что коллективные интересы и ценности перевешивают интересы отдельных лиц. Чжэн сказал, что это диаметрально противоположно акценту на индивидуализме в западных странах. Чжэн полагал, что нисходящая публичная директива для страны является отражением того, что без демократии официальный День траура является одним из немногих способов показать, что руководство обеспокоено благосостоянием людей. В газете South China Morning Post была опубликована статья, в которой говорилось, что это была попытка отвлечь общественность от других текущих социальных проблем. Юань Вэйши, бывший профессор Университета Сунь Ятсена, не согласен с оценкой того, что День скорби следует рассматривать как политическое событие. Он сказал, что это событие совсем не удивительно, учитывая обстоятельства, и что реальной угрозы гражданским свободам нет. Юань сказал, что «политизация ситуации делает её бесполезно напряженной». В Duowei добавили, что во многих странах проводились национальные траурные мероприятия в связи с крупными стихийными бедствиями, которые стали «международной нормой».

### Роль монахов и ритуалов
Согласно телевизионным репортажам Чена Сяонана, журналиста гонконгского Phoenix Television и Ассошиэйтед Пресс, тысячи тибетских монахов принимали активное участие в поиске и спасении людей, погребённых под обломками, и добились успехов. Они также занимались извлечением тел погибших и проведением традиционного тибетского обряда воздушного погребения и массовой кремацией.
Монахи проводили религиозные службы, утешали семьи жертв и совершали обряды погребения. Из-за большого числа погибших тибетцев в результате землетрясения местное духовенство заявило, что традиционные обряды воздушного погребения будут слишком сложными, а из-за антисанитарных условий души умерших могут не достичь небес. Было решено, что массовая кремация под руководством местных буддийских монахов будет наиболее подходящим похоронным обрядом для жертв. Цинхайский департамент по гражданским делам разослал директивы о том, что следует уважать обычаи похорон местных этнических меньшинств, относиться с уважением к самим жертвам и создать банк ДНК для тел, которые ещё не были опознаны.
Позже в западных СМИ появились сообщения о том, что местные власти по телефону попросили монахов покинуть зону бедствия во избежание проблем.

### Внешняя помощь
18 апреля Тайваньское Общество Красного Креста направило в район землетрясения в провинции Цинхай группу медиков из 20 человек, состоящую из добровольцев, обладающих обширным опытом оказания первой и неотложной помощи при проведении спасательных работ во время землетрясений и наводнений. Также с этой группой была отправлена тонна лекарств и оборудования. «Мы пытались отправить больше припасов, но в зоне бедствия не было достаточной пропускной способности», сказал представитель Общества Красного Креста.
Американский Красный Крест направил материальную помощь в размере 50 000 долларов для помощи пострадавшим в провинции Цинхай. Многие страны и организации по всему миру направляли соболезнования и обещали помощь в случае необходимости. Кампания по сбору средств Artistes 414 была проведена в Гонконгском Колизее 26 апреля 2010 года.

### Высотная болезнь
Юйшу находится на высоте 4000 метров над уровнем моря, где концентрация кислорода намного меньше, чем на уровне моря. Многие спасатели, прибывшие из равнинных регионов, почувствовали недомогание из-за высотной болезни. 300 спасателей из Гуандуна были вынуждены эвакуироваться в район с более низкой высотой, а один китайский журналист погиб из-за отёка лёгких, вызванного нехваткой кислорода.

### Политические вопросы
Землетрясение произошло в тибетском регионе в провинции Цинхай, где 93 % местного населения имеют тибетское происхождение, и многие местные жители не говорят на китайском и не понимают китайский, а в общине проживает большое количество тибетских буддистов. В редакционной статье New York Times было написано, что хотя число погибших было небольшим по сравнению с землетрясением в Сычуани в 2008 году, быстрая мобилизация и высокоорганизованные усилия по оказанию помощи «подчеркнули решимость Коммунистической партии сплотить нацию и превратить катастрофу в демонстрацию своей доброжелательности и твёрдости характера», а также возможность продемонстрировать этническое единство и «более мягкую сторону» правительства, которое часто рассматривается как оппозиционное тибетскому населению. Китайская ежедневная общественно-политическая газета China Daily высоко оценила работу монахов в двух отдельных статьях, а также подчеркнула необходимость восстановления храмов в регионе. Кроме того, государственные СМИ избегали упоминания о школах, которые могли разрушиться во время землетрясения, из-за свежих воспоминаний о негативной реакции общественности и иностранных СМИ в связи с коррупционным скандалом о школьном строительстве в Сычуани.
Ходили слухи, что власти пытались скрыть масштабы ущерба, причинённого землетрясением. В ответ на это Го Вэйминь из Информационного бюро Государственного совета ответил, что «вся информация, поступающая из зоны бедствия, была точной, своевременной, прозрачной … мы не имели, не имеем и не будем иметь никаких оснований для изменения какой-либо статистики о гибели людей». Новостные сообщения также были относительно открытыми. Иностранные СМИ освещали события в этом районе без вмешательств со стороны правительства. Кроме того, блогерам и независимым журналистам также разрешалось освещать события в этом районе, хотя более «чувствительные» вопросы, такие как этнические отношения и религия, сталкивались с ограничениями. Тибетская активистка Церинг Осер признала, что усилия правительства по оказанию помощи были активными, но отметила, что благотворительные фонды могут быть растрачены местными чиновниками. Так как власти отказывали во въезде иностранного персонала в регион, Национальное министерство обороны заявило, что местность в Цинхае труднодоступная и что финансирования и персонала достаточно для усилий по оказанию помощи, а иностранные организации могут внести свой вклад посредством денежных пожертвований.

## Список афтершоков
Основному землетрясению предшествовал форшок. После основного удара последовало несколько подземных толчков, четыре из которых имели магнитуду 5 и более, включая подземный толчок магнитудой 5,8 на глубине 4 км 14 апреля 2010 года.
Перечислены только землетрясения магнитудой 4,0 и выше. Афтершоки магнитудой 5,5 и более выделены голубым цветом. Основной удар магнитудой 6,9 выделен синим цветом.
| Дата       | Время (UTC) | Широта    | Долгота   | Глубина | Магнитуда |
| ---------- | ----------- | --------- | --------- | ------- | --------- |
| 13/04/2010 | 21:40:00    | 33.183° N | 96.623° E | 18,9    | 5,0 Mw    |
| 13/04/2010 | 23:49:39    | 33.224° N | 96.666° E | 17,0    | 6,9 Mw    |
| 14/04/2010 | 00:01:17    | 32.875° N | 96.999° E | 10,0    | 5,3 Mw    |
| 14/04/2010 | 00:12:25    | 33.159° N | 96.580° E | 10,0    | 5,2 Mw    |
| 14/04/2010 | 01:25:15    | 33.179° N | 96.448° E | 4,0     | 5,8 Mw    |
| 17/04/2010 | 00:59:01    | 32.588° N | 92.743°E  | 40,6    | 5,1 Mw    |